# Vidal Oudinot
Vidal Oudinot (Arouca, 9 de Março de 1869 - Porto, 29 de Julho de 1932) foi um poeta, escritor, pedagogo, jornalista e desportista. 

## Biografia
Nascido no seio de uma família da região de Aveiro, cidade onde tinham uma farmácia. Vidal, após terminar os seus estudos dedicou-se ao negócio da família. Tinha porém inclinação pelas letras, compondo poemas desde a sua juventude. 
Após o seu casamento radica-se na cidade do Porto onde foi professor por vários anos. Mais tarde foi Inspector do Ensino Primário. 
Entusiasta desportista, funda e é o primeiro diretor da revista que inaugura em Portugal o jornalismo desportivo: O Velocipedista. Foi ainda director da revista literária Os Novos. 

## Obras

### Poesia
- Melancolias
- Silvestres
- Musa aldeã
- Pelos campos
- Natureza
- Três sóis